# 위험은 가득히
"위험은 가득히"는 1967년 공개된 대한민국의 영화이다.

## 배역
- 신성일
- 문희
- 전향이
- 황정순
- 주선태
- 트위스트 김
- 김신재
- 강부자
- 최삼
- 강민호
- 조덕성
- 이민철
- 지계순
- 추봉
- 최재호
- 김광일